# Auguste Türrschmidt
Auguste Sophie Luise Türrschmidt, auch Türrschmiedt geschrieben, geborene Braun (* 20. November 1799 in Berlin; † 7. September 1866 ebenda), war eine deutsche Konzertsängerin und Musikpädagogin.

## Leben
Auguste Braun wuchs in einer Musikerfamilie auf. Ihr Vater Johann Daniel Braun war ein bekannter Cellist. Ihre Mutter, Catharina Brouwer, war Sopranistin.
Seit ihrer Kindheit erhielt Auguste Braun Klavier- und Gesangsunterricht, zunächst als Sopranistin. 1814 trat sie in die Berliner Singakademie ein und wurde von Constanze Blanck ausgebildet, nunmehr als Altistin. Im Alter von siebzehn Jahren heiratete sie am 28. Dezember 1815 ihren Klavierlehrer Carl Nicolaus Türrschmidt (1776–1862).
1815 trat sie zum ersten Mal öffentlich auf und galt schon bald als beste Alt-Stimme Berlins. Gelegentlich übernahm sie auch Tenorpartien. 1829 war sie an der berühmten Wiederaufführung der Matthäus-Passion von Johann Sebastian Bach durch Felix Mendelssohn Bartholdy an der Singakademie beteiligt und sang zusammen mit Pauline von Schätzel, Anna Milder-Hauptmann und Eduard Devrient eine der Solopartien.
Des Weiteren wirkte sie bis 1837 als Solistin bei der Aufführung vieler Werke an der Singakademie mit, dazu gehörten eine Reihe von Oratorien von Georg Friedrich Händel, das Requiem von Wolfgang Amadeus Mozart oder die h-Moll-Messe von Bach. Von 1835 bis 1838 war sie Vorsteherin der Singakademie, der sie bis zu ihrem Tode verbunden blieb.
Nach der Zeit ihrer öffentlichen Soloauftritte war sie in Berlin als Gesangslehrerin tätig.

## Rezeption
Fanny Hensel, auf deren Sonntagsmusiken Auguste Türrschmidt des Öfteren mitwirkte, schrieb über die Uraufführung einer Kantate ihres Bruders Felix Mendelssohn Bartholdy an der Singakademie im Jahr 1828: Die Solos wurden von der Milder, Stümer, der Türrschmiedt und Devrient gesungen, Alles gelang so vollkommen und die Aufnahme war so erfreulich, dass ich mich keiner angenehmeren Stunden erinnere. Über ein Sonntagskonzert in ihrer Wohnung im Jahr 1835, bei dem zwei Kantaten von Bach aufgeführt wurden, schrieb Fanny Hensel: Die Chöre waren stark, alle Solostimmen sehr schön besetzt, die Decker und Thürrschmiedt, Stümer und Hauser sangen wunderschön.
In der von Gustav Schilling redigierten Encyclopädie der gesammten musikalischen Wissenschaften heißt es, 

Auguste [...] ist nur Dilettantin, aber immerhin eine vortreffliche Altsängerin, viele Künstlerinnen und Sängerinnen von Beruf weit hinter sich lassend. […] Es ist schade, daß sie auf keine Weise für die Kunst ausschließlich zu gewinnen war.

## Familie
Auguste Braun heiratete am 28. Dezember 1815 den Musiker und Musikpädagogen Carl Nicolaus Türrschmidt (1776–1862), der einer bekannten Musikerfamilie entstammte. Sein Vater Carl Türrschmidt (1753–1797), bei dem Wolfgang Amadeus Mozart anlässlich seines Berlin-Besuchs 1797 logiert hatte, und sein Großvater Johann (1725–1800) Türrschmidt, waren namhafte Hornisten. Die Schreibweise des Familiennamens variierte. Neben den häufigsten Formen des Nachnamens Türrschmidt, Türrschmiedt und Dürrschmidt sind eine Reihe von weiteren Varianten nachgewiesen.
Das Ehepaar hatte mehrere Kinder. Von diesen sind bekannt:
- Therese Sophie Auguste Pauline (* 14. November 1819 in Berlin)[1]
- Albrecht Constantin Türrschmidt (* 16. Mai 1821 in Berlin; † 14. Oktober 1821 ebenda), der ein bekannter Keramiker und Baumeister wurde
- Elisabeth (genannt Lilli) Amalie (* 13. Februar 1823[13] in Berlin; † 21. Mai 1885 ebendort),[14] im Januar 1848 verehelicht mit dem Schriftsteller Gustav Robert-Tornow (1822–1888),[6] dem jüngsten Sohn des Bankiers Moritz Robert-Tornow und der Sängerin Ernestine Robert-Tornow, geb. Viktor, und Neffe der Salonière Rahel Varnhagen von Ense

## Sonstiges
Mit Fanny Hensel und der Familie Mendelssohn, wie auch mit Gustav Magnus und Eduard Magnus war die Familie Türrschmidt befreundet.
Die Türrschmidts waren Großeltern des Übersetzers Walter Robert-tornow.